# RMC Sport News
Pour les articles homonymes, voir BFM.
RMC Sport News initialement BFM Sport est une chaîne de télévision française d'information nationale sportive en continu, filiale des groupes NextRadioTV et Altice France. La chaîne est lancée à l'occasion de l'Euro 2016 et traite alors l'ensemble de l'actualité sportive. Son arrêt est programmé le 2 juin 2020, après seulement quatre ans d'activité.

## Historique
BFM Sport est lancée à l'occasion de l'Euro 2016 et traite de l'ensemble de l'actualité sportive avec des journalistes et des consultants de l'agence de presse RMC Sport.
BFM Sport et le bouquet SFR Sport intègrent le 3 juillet 2018 le bouquet RMC Sport. Le 8 août 2018, BFM Sport est renommée RMC Sport News, un mois après le changement de nom de SFR Sport en RMC Sport.
Trois ans après son lancement, la chaîne réalise une audience proche de sa concurrente Infosport+, créée 20 ans plus tôt (pour la période du 2 septembre 2019 au 16 février 2020). Elle est quasiment autant regardée que sa grande sœur RMC Sport 1, pourtant canal de diffusion des matchs de la Ligue des champions.
Le 17 mars 2020, RMC Sport News cesse temporairement la diffusion de ses programmes à cause de l'impact de la pandémie de Covid-19 sur les compétitions sportives. Le 1er avril 2020, RMC Sport News reprend finalement la diffusion de ses programmes.
Deux mois plus tard, Altice déclenche un plan d'économies drastiques et décide de définitivement cesser la diffusion des programmes de la chaîne le 2 juin 2020,.

## Identité visuelle

Logo de BFM Sport du 7 juin 2016 au 8 août 2018.
Logo de RMC Sport News du 8 août 2018 au 2 juin 2020.

## Organisation

### Dirigeants et effectifs
- Président de NextRadioTV et directeur général de SFR Média :
  - depuis juin 2016 : Alain Weill
- Directeur général de l'agence RMC Sport et du bouquet de chaîne RMC Sport  :
  - 2016-2019 : François Pesenti
  - 2019-2020 : Laurent Eichinger[7]

## Programmes
De 2016 à 2018, la grille de BFM Sport est construite autour de quatre émissions principales :
- Le Grand Week-end Sports, tous les samedis et dimanches de 9 h à 12 h, émission présentée par Thibaut Giangrande et Dorothée Balsan,
- L'After Foot, tous les jours de 22 h 30 à minuit, émission présentée en alternance par Gilbert Brisbois et Nicolas Vilas (en simultané sur RMC),
- 60 minutes sport, du lundi au vendredi de 19 h à 20 h, émission présentée par Nicolas Jamain et Georges Quirino[9],
- L'Actu Sport, le journal complet chaque demi-heure en direct entre 6 h et minuit.

À partir de 2018, RMC Sport News diffuse de nouvelles émissions. Elle propose notamment une version télévisée de plusieurs émissions diffusées sur la radio RMC : l'After Foot, Les Grandes Gueules du Sport, ou encore Motors. 
Elle propose aussi une quotidienne réalisée en direct et diffusée en simultané sur RMC Sport 1. Cette émission traite l'actualité sportive[pertinence contestée]. Elle est présentée la semaine par Céline Géraud et Thomas Desson, et le week-end par Dorothée Balsan et Thibaut Giangrande.
Les jours de matchs de Ligue des champions et Ligue Europa, la chaîne diffuse le RMC Football Show de 18 h à 23 h[pertinence contestée]. Alors que les autres chaînes RMC Sport sont consacrées à la diffusion des matchs, RMC Sport News propose un avant-match des affiches diffusées à 21 h jusqu'à cette heure-là et un débrief des matchs diffusées à 19 h à partir de 21 h[pertinence contestée].

## Équipe
RMC Sport News s'appuie sur les journalistes sportifs et les consultants de l'agence RMC Sport.